# ʰ
Cette page contient des caractères spéciaux ou non latins. S’ils s’affichent mal (▯, ?, etc.), consultez la page d’aide Unicode.
ʰ, appelée h en exposant, h supérieur ou lettre modificative h, est un symbole de l’alphabet phonétique international et de l’alphabet phonétique américaniste, mais aussi un graphème utilisé dans l’écriture de l’assiniboine, du barbareño, de l’ineseño, du miwok du lac, de l’obispeño, du piaroa, du purisimeño, du ventureño, du wintu et du yanomami. Il est formé de la lettre h mise en exposant.

## Utilisation
Dans l’alphabet phonétique international, ‹ ʰ › représente l’aspiration de la consonne qui le précède.
En assiniboine, le h en exposant ‹ ʰ › est utilisé dans la graphie siouaniste des consonnes aspirées : ‹ pʰ, tʰ, čʰ, kʰ › ; transcrites ‹ p, t, ch, k › avec la graphie du Fort Peck Community College (en) (FPCC) au Montana et ‹ p, t, c̀, k › avec la graphie du Saskatchewan Indigenous Cultural Center (SICC) au Saskatchewan.

## Représentations informatiques
La lettre modificative h peut être représenté avec les caractères Unicode suivants (Latin – Lettres modificatives avec chasse) :
| formes       | représentations | chaînes de caractères | points de code | descriptions                    | note                            |
| ------------ | --------------- | --------------------- | -------------- | ------------------------------- | ------------------------------- |
| modificative | ʰ               | ʰ                     | U+02B0         | lettre modificative minuscule h | codé pour le symbole phonétique |

## Sources
- (en) Christopher Harvey, « Nakoda Assiniboine », sur LanguageGeek.com, 7 mai 2008 (consulté le 12 juillet 2021)
- (en) International Phonetics Association, Handbook of the International Phonetics Association : a guide to the use of the International Phonetic Alphabet, Cambridge, Cambridge University Press, 1999, 204 p. (ISBN 0-521-63751-1 et 0-521-65236-7, lire en ligne)